# Bathyraja albomaculata
Espèce
Statut de conservation UICN

 VU  : Vulnérable
Bathyraja albomaculata est une espèce de raies de la famille des Arhynchobatidae.

## Description
Les raies de l'espèce Bathyraja albomaculata ont une longueur moyenne de 58 à 60 cm sans différence significative entre les mâles et les femelles. Il existe toutefois un dimorphisme sexuel car les femelles sont plus lourdes que les mâles à taille égale. Un autre dimorphisme sexuel existe pour la forme du disque de ces raies avec les mâles ayant un disque plus en forme de cœur.

## Distribution
L'espèce Bathyraja albomaculata est une raie que l'on retrouve de l'Atlantique sud jusqu'au Pacifique depuis l'Uruguay jusqu'au Chili avec une présence avérée en Argentine et aux Malouines,.

## Habitat
Cette raie est présente de 72 m à 945 m de profondeur.

## Taxonomie
Le nom valide complet (avec auteur) de ce taxon est Bathyraja albomaculata (Norman, 1937).
L'espèce a été initialement classée dans le genre Raja sous le protonyme Raja albomaculata Norman, 1937,.

### Synonymie
Bathyraja albomaculata a pour synonymes :
- Breviraja albomaculata (Norman, 1937)
- Raja albomaculata Norman, 1937
- Rhinoraja albomaculata (Norman, 1937)

### Étymologie
Son épithète spécifique, du latin albus, « blanc », et maculatus, « tacheté », fait référence à sa face dorsale qui est parsemée de petites taches rondes et blanches.